# Ludwig Stechan
Gottfried Ludwig Stechan (* 26. Januar 1816 in Hannover; † 17. August 1875 in Edinburgh) war ein deutscher Tischlermeister, Kommunalpolitiker, Herausgeber und Zeitungsredakteur, Pionier der Arbeiterbewegung und Unternehmer. Der Revolutionär war zudem Mitbegründer der Norddeutschen Arbeitervereinigung.

## Leben
Geboren 1816 als Sohn des hannoverschen Tischlermeisters Johann Friedrich Stechan im Königreich Hannover, absolvierte Ludwig Stechan ab dem 14. Lebensjahr bis 1833 eine Lehre bei seinem Vater, bevor er auf Wanderschaft ging. Nach Wanderung in der Schweiz ging Stechan nach Frankreich und hielt sich 1836 und 1837 in Paris auf, wo er durch Theodor Schuster und Jacob Venedey mit den Ideen des Frühsozialismus in Berührung kam. Noch in Paris wurde Stechan Mitglied „des 1836 aus dem ‚Bund der Gerechten‘ hervorgegangenen ‚Bundes der Geächteten‘“. Anfang 1837 kehrte er nach Hannover zurück, da er 1836 wehrpflichtig geworden war.
Unterdessen wurde die Geburtsstadt Stechans nach dem Ende der Personalunion zwischen Großbritannien und Hannover Residenzstadt von König Ernst August, der noch im Jahr seine Einzuges in Hannover 1837 das zuvor ohne seine Zustimmung verabschiedete „Grundgesetz für das Königreich Hannover“ am 1. November 1837 aufheben ließ.
In diese Stadt Hannover, wo nicht nur im damaligen Vorort Linden unter Georg Egestorff und mit dem Bau der ersten hannoverschen Eisenbahn 1843 die Industrialisierung begonnen hatte, kehrte Ludwig Stechan – nachdem er zuvor London bereist hatte – 1840 zurück, im selben Jahr, als sich aus den ehemals in Paris gegründeten Bund der Gerechten und dem Bund der Geächteten ein Bund der Deutschen geformt hatte. Diese geheimen, weil „verbrecherischen Verbindungen“, waren Gegenstand polizeilicher Ermittlungen. Nach Untersuchungen durch das Kriminalamt Hannover wurde er am 19. September 1840 zunächst verhaftet, am 19. April 1841 gegen Zahlung einer Kaution auf freien Fuß gesetzt, rund ein Jahr später am 8. April 1842 erneut verhaftet und nach insgesamt eineinhalb Jahren Untersuchungshaft schließlich zu vier Wochen Gefängnis verurteilt. Seine Mitstreiter aus dem „Hannoverschen“, die zuvor ebenfalls in Paris gewesen waren, waren der Mechaniker „Neuber“ und der Buchbinder Hartmann aus Hannover, die Tischler Brandes aus Hildesheim und Fuhrke aus Buchholz bei Hannover. Sie waren als „Agenten oder Werber“ zu langjährigen Zuchthaus- oder Arbeitshaus-Strafen verurteilt worden. Stechan aber hatte die Anklage nur aufgrund eines Nebenpunktes, nämlich der „Verbreitung aufrührerischer Schriften“, überführen können.
Nach seiner Freilassung erwarb Ludwig Stechan 1844 das Bürgerrecht Hannovers. Er engagierte sich aktiv in dem von seinem Freund Friedrich Stegen gegründeten, aus dem Buchdruckerleseverein am 1. April 1848 hervorgegangenen Arbeiterverein zu Hannover, wurde im August 1850 als Mitglied von Peter Gerhard Roeser in den Bund der Kommunisten aufgenommen.
Nachdem Ludwig Stechan Ende 1849, Anfang 1850 von den Bürgern Hannovers in das Bürgervorsteherkollegium gewählt worden war, wurde er im Februar 1850 in Leipzig während der Allgemeinen Deutschen Arbeiterverbrüderung zum Vizepräsidenten gewählt. Ab April 1850 bis Anfang Oktober 1850 war Stechan für „die Redaktion verantwortlich“ und Wenzel Kohlweck Redakteur in Hannover, zuvor der in Leipzig herausgegebenen Zeitschrift „Concordia, Zeitschrift der Cigarrenarbeiter“.
Im Folgejahr war Stechan vom 4. Januar bis zum 28. Juni 1851 Herausgeber und Redakteur der Zeitschrift Deutschen Arbeiterhalle, dem Organ der „Norddeutschen Arbeitervereinigung“, in dem Stechans Beiträge stark marxistisch geprägt waren. Das Blatt erschien im „Verlag Pockwitz“. Nachdem Stechan am 7. Juni 1851 erneut verhaftet wurde, gab Adolf Mensching die letzten drei Ausgaben der Zeitschrift heraus, die dann auch im Königreich Preußen Verbreitung fanden. Als bei der Verhaftung 1851 von Peter Nothjung Adressen von „Agenten oder Werbern“ gefunden wurden, „welche sich über ganz Deutschland erstreckten,“ fand sich darunter auch die Anschrift von Ludwig Stechan.
Am 11. Juli 1851 wurde Stechan verhaftet, am 9. September 1851 die Flucht nach London, wo er im Januar 1852 gemeinsam mit Georg Lochner zum Präsidenten des von ihm mitgegründeten Neuen Arbeiter-Vereins gewählt wurde. Als solcher arbeitete er sporadisch mit Karl Marx zusammen, der sich über Stechan wie folgt äußerte: „Stechan hat etwas zunftbürgerlich Solides und kleinmeisterlich Schwankendes an sich, aber er ist bildungsfähig und hat großen Einfluß im Norden Deutschlands,“
Im Alter von rund 40 Jahren beendete Ludwig Stechan seine aktive Beteiligung an der Arbeiterbewegung, als er Ende 1855 Anfang 1856 nach Edinburgh übersiedelte und dort eine Tischlerei und einen Tabakhandel eröffnete.
Nach der Annexion Hannovers durch Preußen suchte Stechan 1868 erstmals, im Jahr der Ausrufung des Deutschen Kaiserreichs 1871 ein weiteres Mal die Stadt Hannover auf. Dort trat er zum 25sten Stiftungsfest des hannoverschen Arbeitervereins als gefeierter Redner auf.

## Veröffentlichungen
- L. St., Tischler: Ueber Arbeitsvertheilung unter den Handwerkern. In: Die Werkstatt. Eine Monatsschrift für Handwerker. Redacteur: Georg Schirges. Verlags-Comptoir, Hamburg 1846, Heft 4, S. 171–174.
- Die hannöverscherschen Städter, in Bezug zur neuen Gewerbeordnung. In: Die Werkstatt. Hamburg 1847, S. 103–106.
- L. St.: Die französischen Arbeiter und der deutsche Gesell. In: Die Werkstatt. Hamburg 1847, S. 107–109.
- Ueber die Montagsfeier der Tischlergesellen in Hannover. In: Die Werkstatt. Hamburg 1847, S. 133–135.
- L. St.: Technisches. In: Die Werkstatt. Hamburg 1847, S. 143–149.
- L. Stechan: Die Vereinigung der Arbeiter. In: Jahresbericht des Arbeiter-Vereins zu Hannover. Zum 5. Stiftungs-Feste des Vereins hrsg. von Vorstande desselben. Hannover 1850, S. 14 ff.
- Sociale Briefe. In: Deutsche Arbeiterhalle. Nr. 8 vom 22. Februar 1851.
- Die Lage der Flüchtlinge in London. In: Deutsche Arbeiterhalle. Nr. 11 vom 15. März 1851.
- Die Revolutionsfeier der socialen Demokratie. In: Deutsche Arbeiterhalle. Nr. 11 vom 15. März 1851.

## Briefe
- Briefe an Joachim Friedrich Martens in der Staats- und Universitätsbibliothek Hamburg
- Ein Brief von H. Nicola und zwei Briefe an Gottfried Kinkel, S. 74 und 75 (Nachlass Gottfried Kinkel in der Universität Bonn)